# جولي فولتون
جولي فولتون (بالإنجليزية: Julie Fulton)‏ هي ممثلة أمريكية، ولدت في 10 أبريل 1959 في إيفانستون في الولايات المتحدة.

## وصلات خارجية
- جولي فولتون على موقع IMDb (الإنجليزية)
- جولي فولتون على موقع قاعدة بيانات الفيلم (الإنجليزية)